# Christian Kislinger
Christian Kislinger (* 16. März 1994 in Linz) ist ein ehemaliger österreichischer Handballspieler.

## Karriere
Kislinger begann bereits im Kindesalter mit dem Handballsport und fand früh zum HC Linz AG, bei dem er sich durch alle Nachwuchsstufen entwickelte. Mit etwa sieben Jahren startete er seine aktive Laufbahn und durchlief über die Jahre verschiedene Stationen im Jugendbereich, ehe er sich in der Kampfmannschaft des HC Linz AG etablierte. Dort spielte er insgesamt zwölf Saisons in der höchsten österreichischen Handballliga und zählte über ein Jahrzehnt hinweg zu den verlässlichsten Spielern auf der Linksaußenposition. Neben seiner sportlichen Qualität war Kislinger auch für seine Führungsstärke bekannt, was ihn schließlich zum Kapitän der Mannschaft machte – ein Amt, das er nach dem Rücktritt von Maximilian Hermann übernahm. Mit dem HC Linz AG spielte Kislinger bereits mehrmals im EHF European Cup mit, wobei das Erreichen der dritten Runde in der Saison 2023/24 der bisher größte Erfolg war. Unter seiner Kapitänsführung krönte sich der HC Linz AG in der Saison 2023/24 zum österreichischen Meister, dem ersten Meistertitel für den Verein seit 1996. Nach dem Titelgewinn beendete Kislinger im Alter von rund 30 Jahren seine aktive Karriere.

## Erfolge
- HC LINZ AG
  - 1× Österreichischer Meister 2023/24

## Saisonbilanzen

### HLA Meisterliga
| 2016/17   | HC Linz AG                                                      | HLA Meisterliga                                                 | 030                                                             | 078                                                             | 22/26                                                           | 056                                                             |                                                                 |                                                                 |                                                                 |                                                                 |
| 2017/18   | HC Linz AG                                                      | HLA Meisterliga                                                 | 030                                                             | 090                                                             | 8/10                                                            | 082                                                             |                                                                 |                                                                 |                                                                 |                                                                 |
| 2018/19   | HC Linz AG                                                      | HLA Meisterliga                                                 | 028                                                             | 089                                                             | 16/23                                                           | 073                                                             |                                                                 |                                                                 |                                                                 |                                                                 |
| 2019/20   | Saison aufgrund der COVID-19-Pandemie in Österreich abgebrochen | Saison aufgrund der COVID-19-Pandemie in Österreich abgebrochen | Saison aufgrund der COVID-19-Pandemie in Österreich abgebrochen | Saison aufgrund der COVID-19-Pandemie in Österreich abgebrochen | Saison aufgrund der COVID-19-Pandemie in Österreich abgebrochen | Saison aufgrund der COVID-19-Pandemie in Österreich abgebrochen | Saison aufgrund der COVID-19-Pandemie in Österreich abgebrochen | Saison aufgrund der COVID-19-Pandemie in Österreich abgebrochen | Saison aufgrund der COVID-19-Pandemie in Österreich abgebrochen | Saison aufgrund der COVID-19-Pandemie in Österreich abgebrochen |
| 2020/21   | HC Linz AG                                                      | HLA Meisterliga                                                 | 023                                                             | 090                                                             | 28/33                                                           | 062                                                             |                                                                 |                                                                 |                                                                 |                                                                 |
| 2021/22   | HC Linz AG                                                      | HLA Meisterliga                                                 | 030                                                             | 0120                                                            | 19/30                                                           | 0101                                                            |                                                                 |                                                                 |                                                                 |                                                                 |
| 2022/23   | HC Linz AG                                                      | HLA Meisterliga                                                 | 026                                                             | 082                                                             | 28/38                                                           | 054                                                             |                                                                 |                                                                 |                                                                 |                                                                 |
| 2023/24   | HC Linz AG                                                      | HLA Meisterliga                                                 | 032                                                             | 098                                                             | 34/44                                                           | 064                                                             |                                                                 |                                                                 |                                                                 |                                                                 |
| 2016–2024 | gesamt                                                          | HLA Meisterliga                                                 | 199                                                             | 647                                                             | 155/204 (75,98 %)                                               | 492                                                             |                                                                 |                                                                 |                                                                 |                                                                 |